# (1727) Mette
(1727) Mette est un astéroïde de la ceinture principale aréocroiseur.

## Description
(1727) Mette est un astéroïde aréocroiseur. Il fut découvert par A. David Andrews (en) le 25 janvier 1965 à Bloemfontein. Il présente une orbite caractérisée par un demi-grand axe de 1,85 UA, une excentricité de 0,101 et une inclinaison de 22,89° par rapport à l'écliptique.
Il fut nommé en hommage à la femme du découvreur par reconnaissance pour ses heures nocturnes consacrés à l'observation du ciel.

## Compléments